# Anna-Maria Gradante
Anna Maria-Gradante, née le 26 décembre 1976 à Remscheid, est une ancienne judokate allemande qui s'illustrait dans la catégorie des poids super-léger (moins de 48 kg). Médaillée de bronze mondiale en 1999 et vice-championne d'Europe en 1997, elle a remporté la médaille de bronze aux Jeux olympiques de 2000 à Sydney.

## Palmarès

### Jeux olympiques
- Jeux olympiques de 2000 à Sydney (Australie) :
  -  Médaille de bronze dans la catégorie des poids super-léger (moins de 48 kg).

### Championnats du monde
- Championnats du monde 1999 à Birmingham (Royaume-Uni) :
  -  Médaille de bronze dans la catégorie des poids super-léger (moins de 48 kg).

### Championnats d'Europe
- Championnats d'Europe 1997 à Ostende (Belgique) :
  -  Médaille d'argent dans la catégorie des poids super-léger (moins de 48 kg).
- Championnats d'Europe 1999 à Bratislava (Slovénie) :
  - 7e dans la catégorie des poids super-léger (moins de 48 kg).

### Divers
Juniors :
- 2e à l'Euro junior de Lisbonne en 1994